# 宇曽川
宇曽川（うそがわ）は、滋賀県東部（湖東地域）を流れる淀川水系の一級河川。

## 地理
滋賀県東近江市の山間（標高77.8 m[メートル]）を水源とし、湖東平野を西進して琵琶湖に注ぐ。総延長は22 km[キロメートル]、流域面積は69.71 km²[平方メートル]。水源地帯は花崗岩質で、山地部は広葉樹が大部分である。林相に恵まれているため流下土砂による河床の上昇は見られない。天井川である愛知川や犬上川の中間を流れているため沿川は低湿地を形成している。平地部を流れる流路は約5 kmあり、河口から3 kmまでは昔から船運が盛んだった。
上流には宇曽川ダムが設けられており、宇曽川ダム周辺は県立自然公園（湖東県立自然公園）に指定されている（宇曽川渓谷）。
宇曽川の利水による農業が盛んに行われており、牛ヶ瀬堰・寺井井堰・石井堰の3ヶ所から3000 ha[ヘクタール]の田園が開墾され、年間約1500万円分の水揚げがある。

## 流域の社会

### 河川名の由来
宇曽川の河川名の由来は以下の3つがある
- 船で年貢米を運んだことから「運漕川」となり、次第に「宇曽川」になったという説[5]。
- 水があると思えばすぐに干上がり、少し雨が降ると湧き出すように水が押し寄せる「嘘のような川」から来た説[6]。
- 織田信長が金剛輪寺を焼き払おうと攻撃を始めたときに住職が高台で火を燃やして寺は既に燃えているように騙して攻撃を止めさせたから、嘘によって救われたことを示すために名付けたという説[6]。

### 水運
宇曽川はかつて琵琶湖と内陸部を結ぶ水運が盛んであった。
水運は平安時代から開始されたとみられるが、史料より1656年（明暦2年）3月には確実に行われていた。湖岸の三津屋村を中心に沿川の複数の村で物資の積み下ろしが行われていた。江戸時代初期に彦根藩の年貢米を運送するために行われた水運は時代を経るごとに盛んとなり、年貢米のみならず様々な物資の運送に利用された。しかし、明治期に東海道本線や近江鉄道本線の敷設が行われたこと、これに伴う道路の整備されたことで水運の需要がなくなった。そして明治39年から昭和41年にかけて日夏村で護岸工事が行われ、日夏より遡上が不可能となったことで水運は実質的に終了した。

### 平将門と歌詰橋
愛荘町石橋には6世紀頃に築造されたとみられる、周囲80 m、高さ4 mで頂上に小さな祠が祀られた大きな古墳がある。地元では将門塚と呼ばれ、昔は更に高大で周囲に幅2 mくらいの溝が掘られた周溝墓と伝えられる。この古墳の埋葬者は不明であるが、高貴な人物が埋葬されたと考えられる。

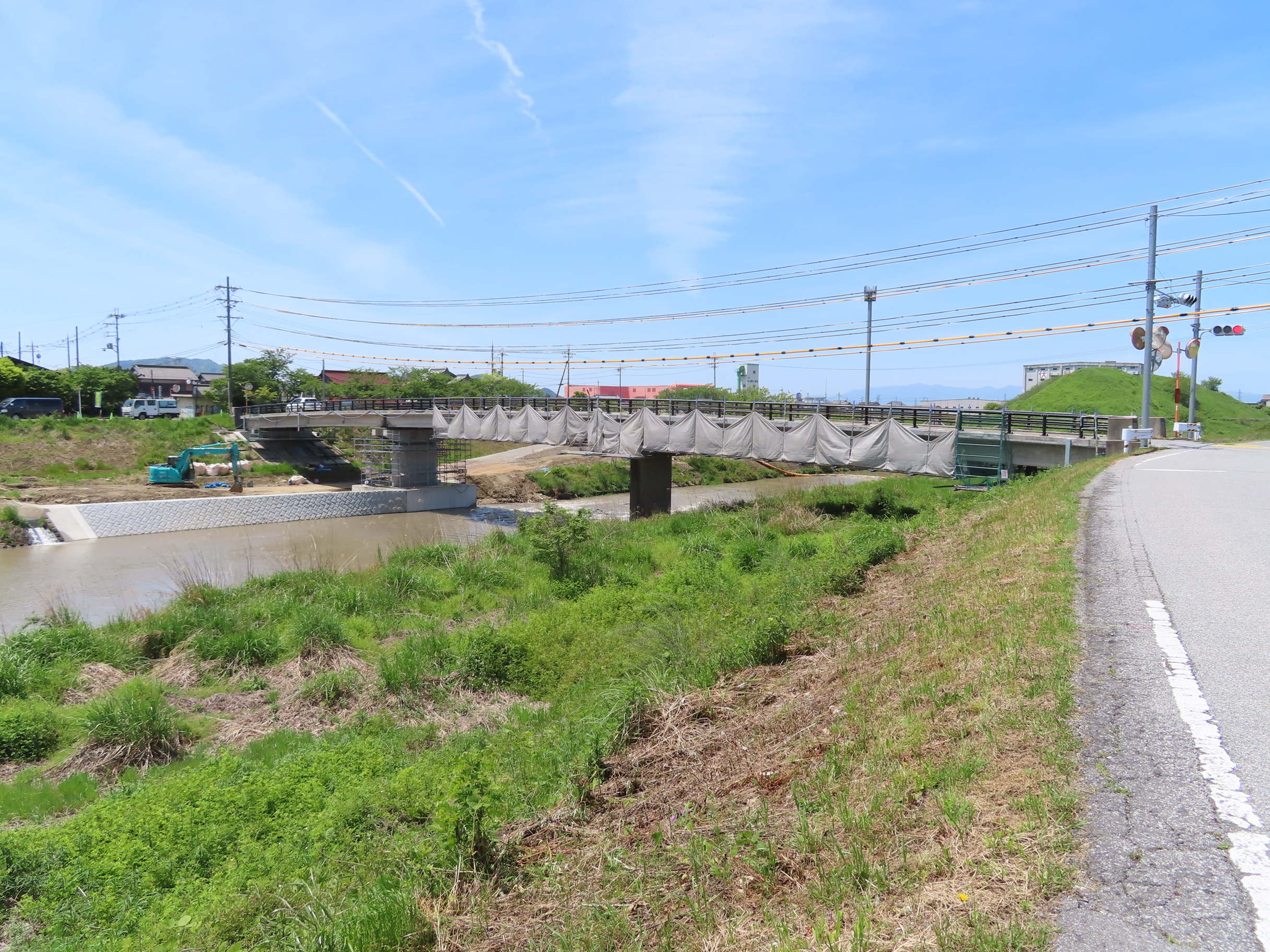
歌詰橋（2021年5月撮影）

940年（天慶3年）に平将門は藤原秀郷らによって誅殺されたが、秀郷が戦勝の報告のために上洛しようとして中山道を通って宇曽川にたどり着いたときに将門の骸が追いかけてきたという伝承が残る。秀郷は歌でもって将門の罪をなじったところ、将門はその返歌に詰まって打ち倒れたとされる。これにちなんで宇曽川に架かる中山道の橋を「歌詰橋」と呼ぶようになった。そして、古墳は将門を埋葬したものと伝わる。

### 漁業
宇曽川では遡上するアユなどを捕獲する梁漁を行う第2種共同漁業、中・上流では内水面第5種共同漁業が行われている。宇曽川で最大の漁獲量の磯田漁業協同組合は1949年（昭和24年）に100名余で発足したが、現在は組合員が減少している。かつては河口から200 mの位置で行われていたが、工事に伴う河床低下によって河口から2 kmの位置に移転となった。

### 昭和期の改修工事
昭和期に改修されるまでは断面の形状も不規則であり、出水ごとに越流または破堤して、堤内地に入った水は洪水となって田畑や人家の流出被害を出した。伊勢湾台風では2430 haが氾濫している。
琵琶湖から岩倉川合流までの8740 mの区間が改良された。歌詰橋より上流部は河積狭小であり連続する堤防がない状態であり、改修によって河積の拡大と線形の改良を行って安全な流下を図った。また、東海道新幹線より上流で発生した洪水を新幹線と並行して新設された排水路（新愛知川・豊郷川）でそれぞれ25 m³/sの水量を流下させるため、これを完全に受け入れる目的もあった。特に愛知川町（現：愛荘町）川久保地区では地盤が低いため出水ごとに長時間浸水（伊勢湾台風の時は68時間）だったため、河床を低下させることで排水を促した。昭和27年までに調査が終わり、昭和28年以降からは中小河川改良工事として施工が始まったが、昭和34年に伊勢湾台風で被災したためそれ以降は災害関連事業として事業が進められた。この改修に伴い、境川合流点より下流は543.4 m³/s[立方メートル毎秒]、それより上流は530.4 m³/sの計画洪水量で設計された。
昭和40年台風24号によって宇曽川の肥盥橋付近で300 m³/sほどの水量におそわれ、宇曽川上流部とその支川で被害が出たため、上流部が支川とともに改良復旧された。改良までは流下能力が230 m³/s以下の部分があり、無堤部が多い状態であった。
ここまで2回の河川の改良を経てきたものの、今後の工業化や都市化を見据えて洪水調節機能や流水調節機能を持ったダムの建設が必要になった。そこで宇曽川ダムの建設が行われた。昭和44年（1969年）度から調査が行われ、1972年（昭和47年）10月9日に起工式が行われた。ダムサイトの河床部に幅約20 mほどの断層破砕帯が2本通っており、左岸取付部にも1本存在する状態だった。また、ダムサイトの地形は左岸側は緩斜面、右岸側は40度前後の傾斜でU字谷とV字谷の中間のような構造であった。こうした地質を考慮して、ダム型式はロックフィルダムとした。このダムより下流の計画降水量は東海道新幹線との交差地点で730 m³/sとした。ダムの建設は1980年（昭和55年）6月5日に完成した。堤高56 m、堤長192.8 m、総貯水量2960万立方メートル。
昭和58年6月の豪雨で漏水や河床低下が発生し、彦根市や豊郷町で床下浸水が生じるなど被害を受けた。そのため被災していない区間も含めて河積の拡大や線形の改良の工事が行われた。この工事では環境保全も同時に行われ、階段工（親水河川利用護岸）・魚巣ブロック・緑化護岸・河川公園の施工も行われた。
こうした河川改修工事によって、河口から10 kmあまりは細く屈曲した川から美しい護岸が整備された川に生まれ変わった。

## 流域の自治体
滋賀県
東近江市、愛知郡愛荘町、犬上郡豊郷町、彦根市

## 旧跡・文化財
弥生時代の遺跡は標高90 mより低地にて多く分布している。現在の河道域では妙楽寺遺跡が知られているほか、金沢町から上石寺にかけての旧河道域では銅鐸が出土した石寺遺跡やそのた稲里・上岡部遺跡などが分布している。古墳は宇曽川の周辺に形成された谷口部の扇状地に大半が立地し、その次に下流の荒神山周辺に立地する。谷口部の古墳は20基程が現存するが、かつては298基もあり県内有数の古墳群であった。これらの古墳より古来から秦氏が移住していたことが分かるほか、軽安孫子氏・蚊野氏・大中臣氏などのものが多いため当時の中央政権との関係が深かったと考えられる。こうした古墳群は扇状地に立地しており、開発が困難ゆえに墓地として活用されたと考えられる。反対に、条里制の区割りは扇状地からはずれた愛荘町軽野から下流で見られる。この付近では白鳳時代と考えられる寺院跡が点々と分布する。これらの土地利用より、宇曽川扇状地に墓地を構えた秦氏が、愛知川扇状地の軽野より下流を開発し、白鳳時代には条里状に土地を開発し終えて寺院が建立するようになったとみられる。下流の荒神山付近では古墳が30基ほど作られ、弥生時代前期からの集落跡が発掘されて継続的に集落が営まれたと考えられる。
荒神山北側は宇曽川の沖積化が進まず低湿地化し開発が困難になっていたが、聖武天皇の勅によって覇流荘として751年までに開発された。
中世以降は非条里地帯の開発が進み、かつて墓域であった宇曽川扇状地域が耕地化されている。また耕地化されてこなかった宇曽川中流の肥田や三津では15世紀頃に築城が行われた。肥田城は1559年に合戦が行われ、慶長以降は廃れてしまった。この肥田城は宇曽川を北防とし、その他3方に土塁を設けた城であり、遺跡としては良好な状態で残っていた。どちらの城でも中世に見られた防衛集落であり、妙楽寺遺跡で見られた日夏氏が作った城下町においても同様の形態が見られる。
15世紀以降には宇曽川下流部において河道が付け替えられ、この時にかつてあった覇流荘が曽根沼に沈んだとされる。
宇曽川流路工（愛荘町松尾寺）
山地の蚕食を防ぐための、石張り水路。1911年（明治44年）から翌年にかけて建設された。国の登録有形文化財。

## 舞台となった作品
※発表順
映画
- 将軍家光の乱心 激突 - 1989年の日本映画で、アクション監督・千葉真一が橋から川に落下していく敵の騎馬軍を撮影[28]